# Jorge Rodríguez (salwadorski piłkarz)
Jorge Humberto „Zarco” Rodríguez Álvarez (ur. 20 maja 1971 w San Alejo) – salwadorski piłkarz występujący na pozycji defensywnego pomocnika, reprezentant Salwadoru, trener piłkarski.